# Marie Chiffon
Pour les articles homonymes, voir Chiffon et Gaboriaud.
Marie Chiffon, née Marie Augustine Gaboriaud le 24 août 1835 à Ardelay (Vendée) et morte le 14 janvier 1882 à Nouméa en Nouvelle-Calédonie, est une militante républicaine qui fut ambulancière pendant la Commune de Paris de 1871. Elle est surnommée « la Capitaine ».

## Biographie
Née dans une famille de paysans vendéens, Chiffon part travailler comme lingère à Paris dans les années 1860. Elle se marie le 15 janvier 1867 dans le 12e arrondissement avec Jules Chiffon, commerçant et originaire d’une famille de tailleurs de pierre de la région dijonnaise,.
Ancien militaire, son mari est élu capitaine au 121e bataillon fédéré dans la Garde nationale le 28 mars 1871, la veille de la proclamation du Conseil de la Commune. Elle rejoint l'Union des femmes pour la défense de Paris et les soins aux blessés en tant qu'ambulancière.
Au cours de la Semaine sanglante où les troupes versaillaises entrent dans Paris, Chiffon défend, avec son mari, le pont d'Austerlitz et le boulevard Mazas sur une barricade. Elle permet aux Fédérés de rentrer dans une maison pour défendre l'avenue Daumesnil.
Félix Pyat la présente comme « une Louise Michel plus obscure, plus inconnue, non lettrée, plus peuple, plus brave encore, dont le nom plébéien même a nui à sa gloire ».
En raison de ses activités durant la Commune, elle est emprisonnée à la prison des Chantiers de Versailles puis transférée à la prison centrale d'Auberive. Le 4e conseil de guerre la condamne, le 11 mai 1872, à vingt ans de travaux forcés. Après rejet du pourvoi le 5 juillet 1872, elle est déportée à bord du navire l'Orne et arrive le 16 juillet 1874 à Nouméa. Sa peine lui fut remise le 15 janvier 1879. Elle fut graciée en vertu de la loi de 1879.
Elle meurt le 14 janvier 1882 à Magenta, quartier de Nouméa où elle est inhumée,.